# Калашников Олексій Максимович
Олексій Максимович Калашников (нар. 17 жовтня 1914, село Пєрвая Осіновка, тепер Романівського району Саратовської області, Російська Федерація — 11 червня 2006, місто Москва) — радянський державний діяч, будівельник, заступник голови Ради міністрів Російської РФСР, 1-й заступник голови виконавчого комітету Московської міської ради. Кандидат у члени ЦК КПРС у 1976—1986 роках. Депутат Верховної ради Російської РФСР 6—8-го, 11-го скликань. Депутат Верховної Ради СРСР 9—10-го скликань. Почесний член Російської академії архітектури і будівельних наук.

## Життєпис
Народився в селянській родині. Закінчив школу і робітничий факультет.
У 1938 році закінчив Московський інститут інженерів комунального будівництва.
У 1938—1940 роках — у Червоній армії. Служив на будівництві оборонних споруд Київського особливого військового округу.
Член ВКП(б) з 1939 року.
У 1941—1945 роках — у Червоній армії, учасник німецько-радянської війни. Займався організацією будівництва оборонних споруд в Москві і на підступах до міста, керував відновленням зруйнованих бомбардуваннями промислових об'єктів і житлових будинків в Москві та Московській області.
У 1945—1952 роках — заступник, 1-й заступник голови виконавчого комітету Совєтської районної ради депутатів трудящих міста Москви.
У 1952—1961 роках — заступник керуючого справами Московського обласного і міського комітетів КПРС, завідувач відділу Московського міського комітету КПРС.
У 1957 році закінчив заочно Вищу партійну школу при ЦК КПРС.
У 1959—1961 роках — 1-й секретар Ждановського районного комітету КПРС міста Москви.
14 березня 1961 — 4 серпня 1964 року — 1-й заступник голови виконавчого комітету Московської міської ради депутатів трудящих.
У серпні 1964 — 18 червня 1971 року — секретар Московського міського комітету КПРС.
20 травня 1971 — 26 березня 1985 року — заступник голови Ради міністрів Російської РФСР з питань будівництва.
З березня 1985 року — персональний пенсіонер союзного значення в Москві.
Помер 11 червня 2006 року. Похований в Москві на Троєкуровському цвинтарі.

## Нагороди
- три ордени Леніна
- орден Жовтневої Революції
- орден Вітчизняної війни ІІ ст.
- два ордени Трудового Червоного Прапора
- орден «Знак Пошани»
- орден Червоної Зірки
- медалі